# 對汎督辦公署
對汎督辦公署是民國時期設於雲南省及廣西省邊境的特殊縣級單位。

## 曾設立的對汎督辦公署
- 雲南省河口對汎督辦公署
- 雲南省麻栗坡對汎督辦公署
- 雲南省滇越邊區對汎督辦公署
- 廣西省全邊對汎督辦公署（置於龍州）